# Hrabstwo Monroe (Georgia)

Piramida wieku hrabstwa

Hrabstwo Monro – hrabstwo w USA, w stanie Georgia. Jego siedzibą administracyjną jest Forsyth.

## Miejscowości
- Culloden
- Forsyth

## Sąsiednie hrabstwa
- Hrabstwo Butts (północ)
- Hrabstwo Jasper (północny wschód)
- Hrabstwo Jones (wschód)
- Hrabstwo Bibb (południowy wschód)
- Hrabstwo Crawford (południe)
- Hrabstwo Upson (południowy zachód)
- Hrabstwo Lamar (zachód)

## Demografia
Według spisu z 2020 roku liczy 28 tys. mieszkańców, co oznacza wzrost o 5,8% w porównaniu z poprzednim spisem z roku 2010. Według danych pięcioletnich z 2021 roku 75,2% to biali (73% nie licząc Latynosów), 21,8% czarnoskórzy lub Afroamerykanie, 1,5% miało rasę mieszaną, 1,1% Azjaci i 0,4% to rdzenna ludność Ameryki. Latynosi stanowili 2,8% populacji hrabstwa.

## Polityka
Hrabstwo jest silnie republikańskie, gdzie w wyborach prezydenckich w 2020 roku, 70,9% głosów otrzymał Donald Trump i 28,1% przypadło dla Joe Bidena. 